# سمی نورانن
سمی نورانن (فنلاندی: Semi Nuoranen؛ زادهٔ ۱۴ دسامبر ۱۹۴۱) بازیکن فوتبال اهل فنلاند بود.
از باشگاه‌هایی که در آن بازی کرده‌است می‌توان به باشگاه فوتبال پاتریک تیسل اشاره کرد.
وی همچنین در تیم ملی فوتبال فنلاند بازی کرده‌است.